# Campionati mondiali di ginnastica artistica 2009 - Corpo libero maschile
La finale di specialità al corpo libero ai Campionati Mondiali si è svolta alla North Greenwich Arena di Londra, Inghilterra il 17 ottobre 2009.

## Podio

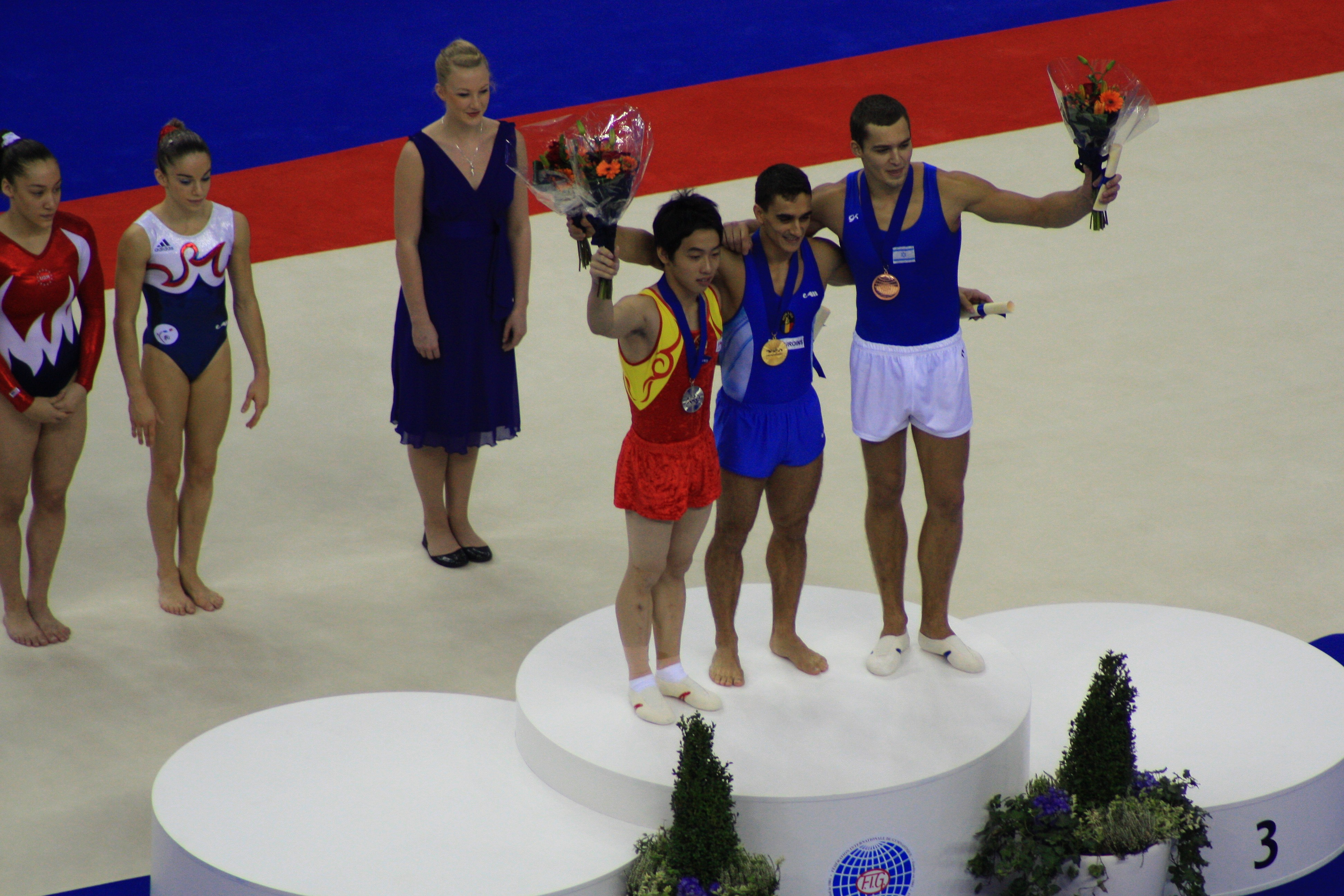
Il podio: Zou Kai (sinistra), Marian Drăgulescu (centro) e Flavius Koczi.

| Oro                       | Argento      | Bronzo                     |
| Marian Drăgulescu Romania | Zou Kai Cina | Alexander Shatilov Israele |

## Partecipanti
|             | Nome              | Nazionalità | Data di nascita | Anni    |
| ----------- | ----------------- | ----------- | --------------- | ------- |
| Più giovane | Steven Legendre   | Stati Uniti | 05/05/89        | 20 anni |
| Più vecchio | Marian Drăgulescu | Romania     | 18/12/80        | 28 anni |

## Classifica
| Pos.    | Ginnasta           | D Score | E Score | Pen. | Totale |
| ------- | ------------------ | ------- | ------- | ---- | ------ |
| Oro     | Marian Drăgulescu  | 6.600   | 9.100   | —    | 15.700 |
| Argento | Zou Kai            | 6.800   | 8.875   | —    | 15.675 |
| Bronzo  | Alexander Shatilov | 6.600   | 8.975   | —    | 15.575 |
| 4       | Kōhei Uchimura     | 6.500   | 9.075   | 0.1  | 15.475 |
| 5       | Makoto Okiguchi    | 6.600   | 8.825   | —    | 15.425 |
| 6       | Matthias Fahrig    | 6.600   | 8.800   | —    | 15.400 |
| 7       | Tomás González     | 6.600   | 8.625   | —    | 15.225 |
| 8       | Steven Legendre    | 6.200   | 8.750   | —    | 14.950 |